# 莫则尧
莫则尧（1971年7月17日—），男，湖南桃江人，中国数学家。北京应用物理与计算数学研究所研究员、副所长。曾获冯康科学计算奖。

## 生平
1992年本科毕业于国防科技大学系统工程与应用数学系应用数学专业，1997年获国防科大博士学位。
2020年2月10日，国务院任免国家工作人员，任命邱勇、莫则尧为中国工程物理研究院副院长。